# Praefectus alae
De praefectus alae was in de Romeinse oudheid de commandant van een ala, een cavalerie-eenheid bestaande uit hulptroepen (auxilia) van het Romeins leger. Het was de hoogste rang in de hulptroepen.
De prefect voerde meestal het commando over een ala quingenaria; een eenheid van ongeveer 500 ruiters, onderverdeeld in 16 turmae van 32 man en werd dan ook wel praefectus alae quingenariae genoemd. Voor Romeinse ridders (equites) was het uitoefenen van de taken als praefectus alae de derde stap (militia tertia) in de militia equestris, de voorgeschreven militaire loopbaan voor de ridderstand. Meestal ging deze daarna in publieke dienst. Enkelen stroomden door naar de vierde fase (militia quarta): commandant van een van de weinige grote cavalerie-eenheden in het Romeinse Rijk; de ala milliaria met ongeveer 1000 ruiters, verdeeld in 24 turmae van 42 man. De prefect van een dergelijke eenheid werd praefectus alae milliariae genoemd.
Cavalerie-eenheden die rechtstreeks aan een legioen waren verbonden, de equites legionis, werden niet door een praefectus alae maar door een praefectus equitum, centurio of optio equitum geleid.